# Joseph Gilles
Joseph Gilles, dit Provençal, est un peintre lorrain né le 8 mars 1679 et mort le 21 juillet 1749.

## Biographie
Claude-Joseph Gilles, couramment appelé « Joseph Gilles dit Provençal », est né à Nancy en 1679 dans une famille aisée. Son père Jean dit « le Provençal » est maître-sellier et sa mère, demoiselle Hanus, possède des biens. Le jeune Joseph se forme rapidement au dessin et à la peinture auprès de Claude Charles (1661-1742). Tout juste âgé de 14 ans, il voyage à Rome et dans les principales villes de l'Italie durant cinq années.
Peintre officiel des ducs de Lorraine depuis Léopold Ier de Lorraine jusque Stanislas Leszczynski, il enseigne, dès 1702, à l'académie de peinture et sculpture de Nancy que dirige Claude Charles.
Il épouse le 16 août 1706 Louise Aubry, fille d'un pâtissier et aubergiste, et passe pour être un « Bourgeois de Nancy ». Sa grande notoriété de l'époque lui permet d’acquérir le domaine du Charmois à Vandœuvre-lès-Nancy. Il y meurt en 1749 et est inhumé dans l'église Saint-Mélaine.
Joseph Gilles reste célèbre pour les fresques qui ornent l'église Notre-Dame-de-Bonsecours de Nancy. 

## Œuvres

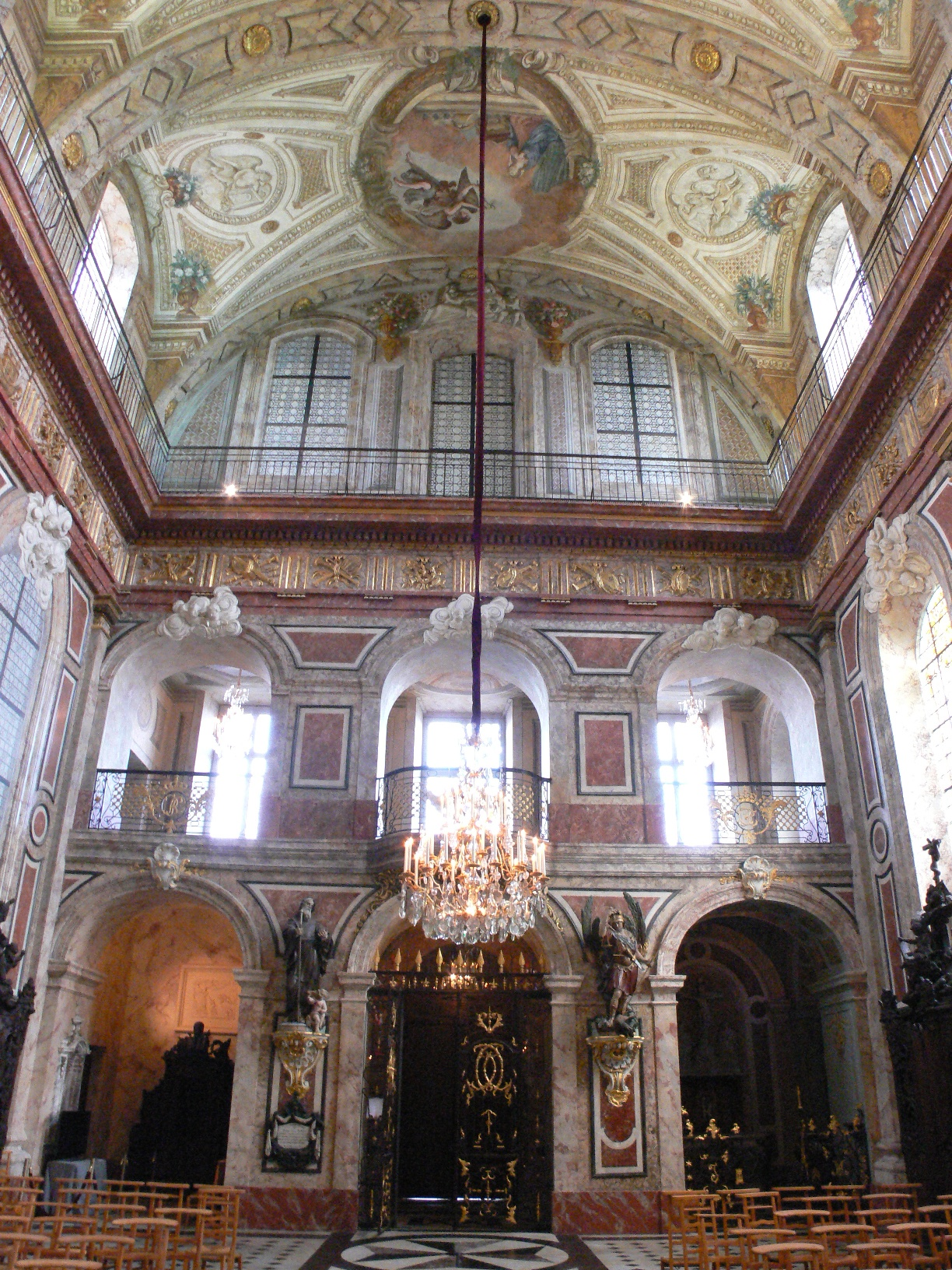
Notre-Dame-de-Bonsecours.

La plupart de ses œuvres, dispersées ou détruites, ne sont connues que par leur description. Provençal est connu, de son vivant, pour cultiver en Lorraine le goût de l'italianisme et il est rendu célèbre comme peintre de perspectives utilisées en trompe-l'œil dans le décor monumental au service du duc Léopold et de l'Église.
Il est associé à la décoration de l'opéra de Nancy (1709), l'hôtel Ferraris, les châteaux ducaux de Lunéville et de la Malgrange, de l'abbaye de Senones et beaucoup d'églises des environs:
- Chapelle paroissiale dépendante de la Chartreuse de Bosserville (1713)
- Cloître de Bosserville avec Saint Bruno à genoux
- Église des Grandes Carmélites de Nancy (détruite), avec un décor baroque-italien représentant L'enlèvement du prophète Élie (1704)
- Fresque de La Cène (1729) pour le réfectoire de l'abbaye des Prémontrés de Pont-à-Mousson (œuvre détruite)

Peintre de Stanislas à partir de 1737, les travaux qu'il fit pour lui ont également été pour la plupart détruits:
- Chemin de croix dans le parc du château de la Malgrange (1740)
- Fresques du plafond de l'église Notre-Dame-de-Bonsecours de Nancy (1742), récemment restaurées
- Tableau de Saint-Charles Borromée pour l'église Saint-Martin de Vrécourt[6]

L'église de Vrécourt (Vosges) conserve ainsi dans la chapelle seigneuriale le seul tableau qui subsiste à ce jour, représentant Saint Charles Borromée adorant la croix pendant la peste de Milan (193 × 130 cm), sauvé de la Révolution, très abîmé et sommairement restauré.